# كرنب أجعد
الكرنب الأجعد أو كُرُنْب السلطة أو الكرنب اللارُؤَيسي أو القنبيط سائب الأوراق ويسمى بالإنكليزية بما معناه ملفوف الأوراق، ينتمي إلى مجموعة من مستنبتات الكرنب الزيتي المزروعة لأوراقها المأكولة. وقد تُستعمل نبات زينة.

## الوصف
لنباتات الكرنب الأجعد أوراق خضراء أو أرجوانية، ولا تشكل الأوراق المركزية رأسًا (كما هو حال الملفوف).[بحاجة لمصدر]

## الاستخدامات

### التَّغذِيَة
يتكون الكرنب الأجعد النيء من 84% ماء و9% سكريات و4% بروتين و1% دهون. في100 غ (3 1⁄2 أونصة) يوفر الكرنب الأجعد النيء 207 كيلوجول (49 كيلو سعرة) من الطاقة الغذائية وكمية كبيرة من فيتامين ك بمعدل 3.7 أضعاف القيمة اليومية. وهو مصدر غني (20% أو أكثر من القيمة اليومية) لفيتامين أ، وفيتامين ج وفيتامين ب6 والفولات والمنغنيز (انظر جدول «الكرنب الأجعد النيء»). يعد الكرنب مصدرًا جيدًا (10 – 19٪ ) للثيامين وفيتامين ب2 وفيتامين ب5 وفيتامين هـ والعديد من المعادن الغذائية مثل الحديد والكالسيوم والمغنيسيوم والبوتاسيوم والفُسفور. يؤدي غلي الكرنب الأجعد النيء إلى تقليل معظم هذه العناصر الغذائية، في حين تظل قيم الفيتامينات أ وج وك والمنغنيز كبيرة.

### الطهي

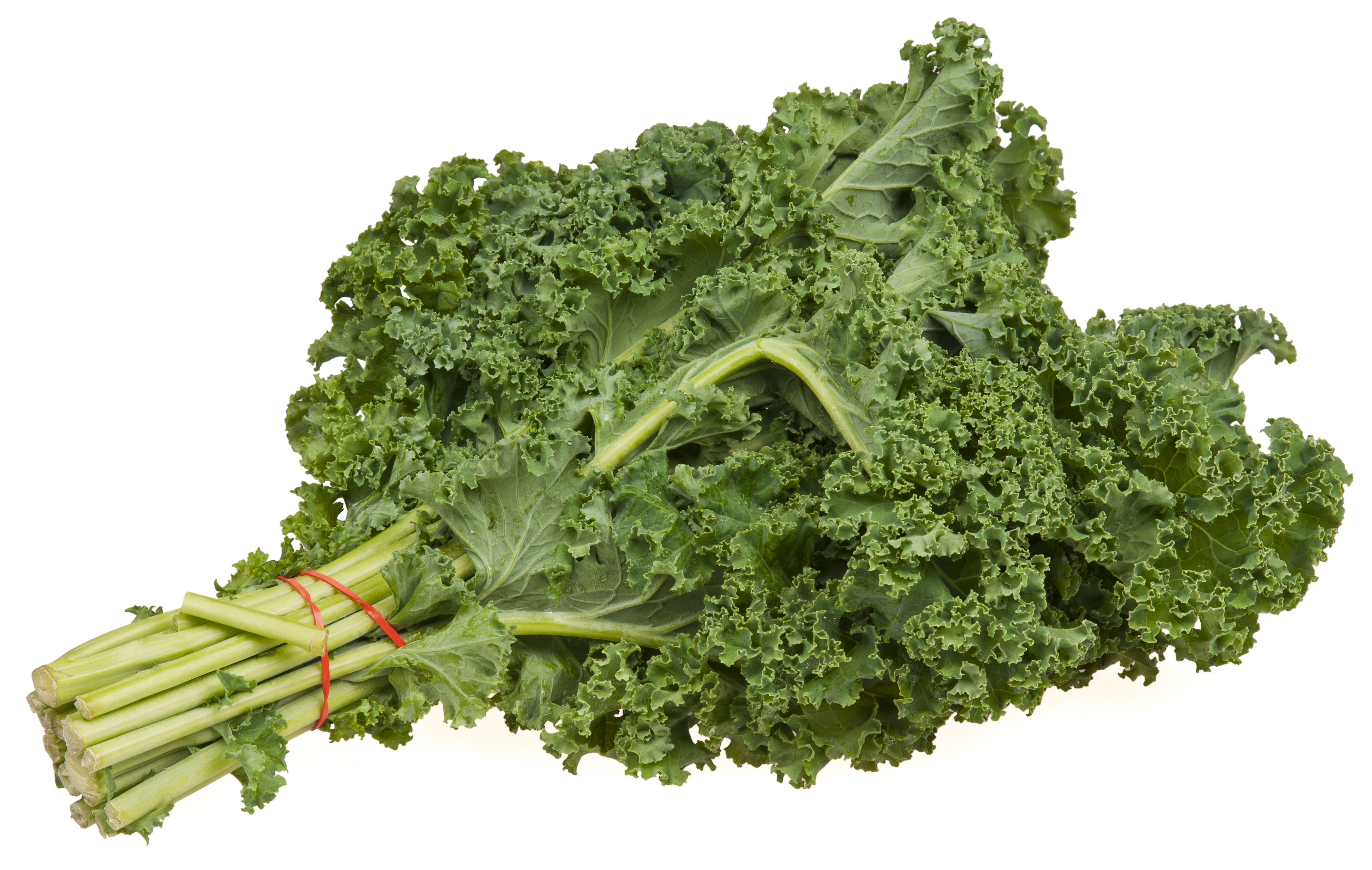
كرنب أجعد
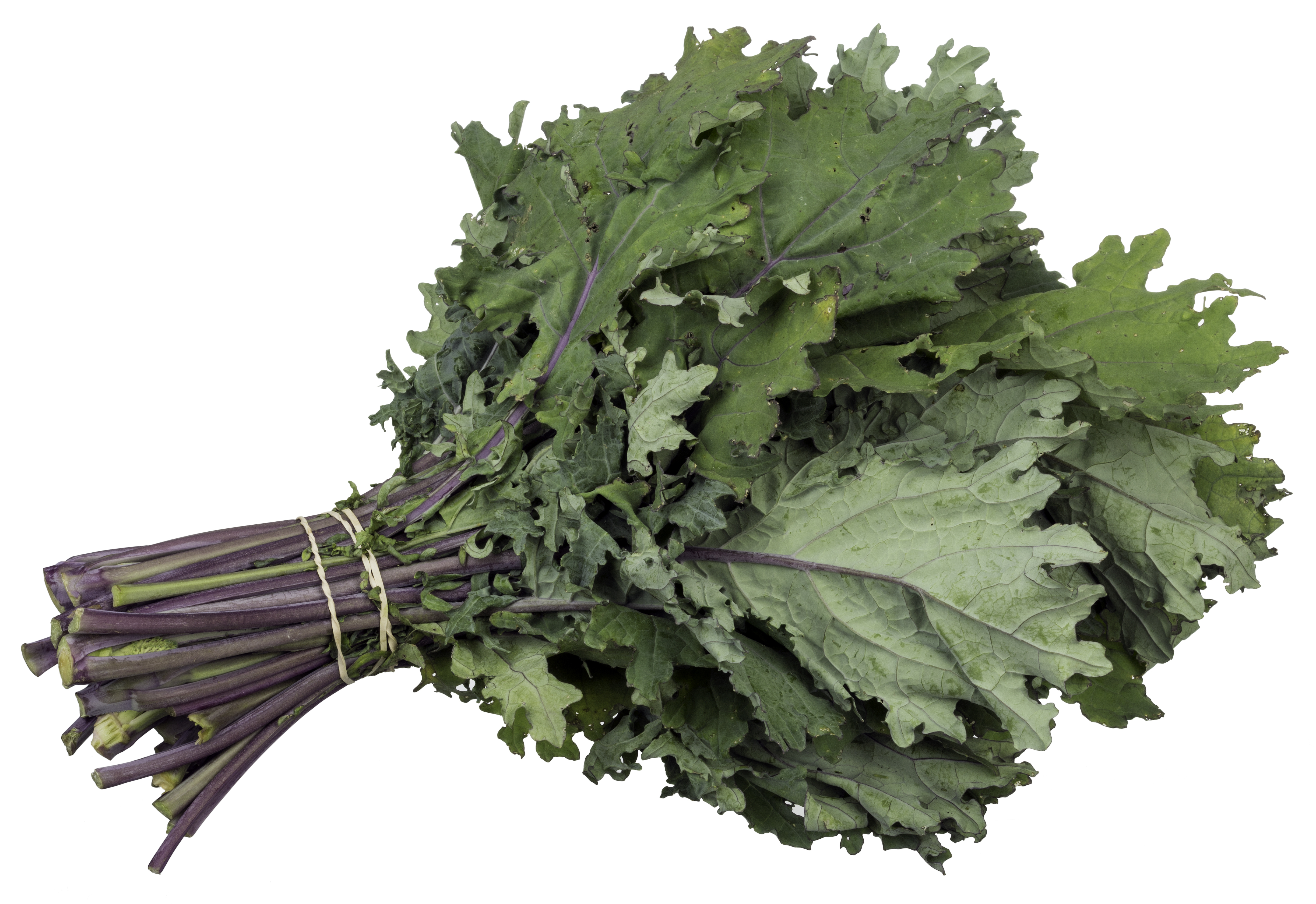
كرنب روسي أجعد أحمر
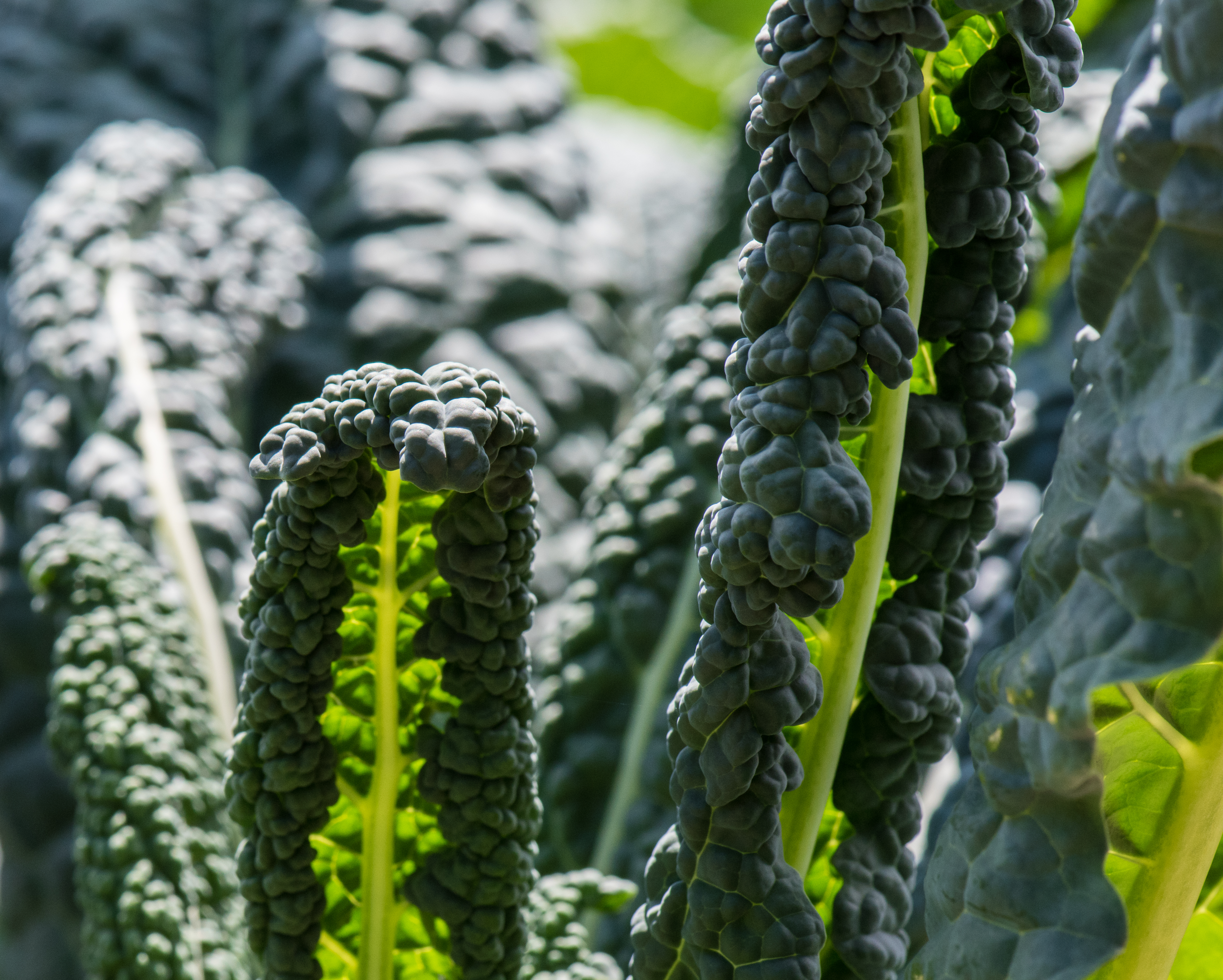
كرنب تسكاني أجعد
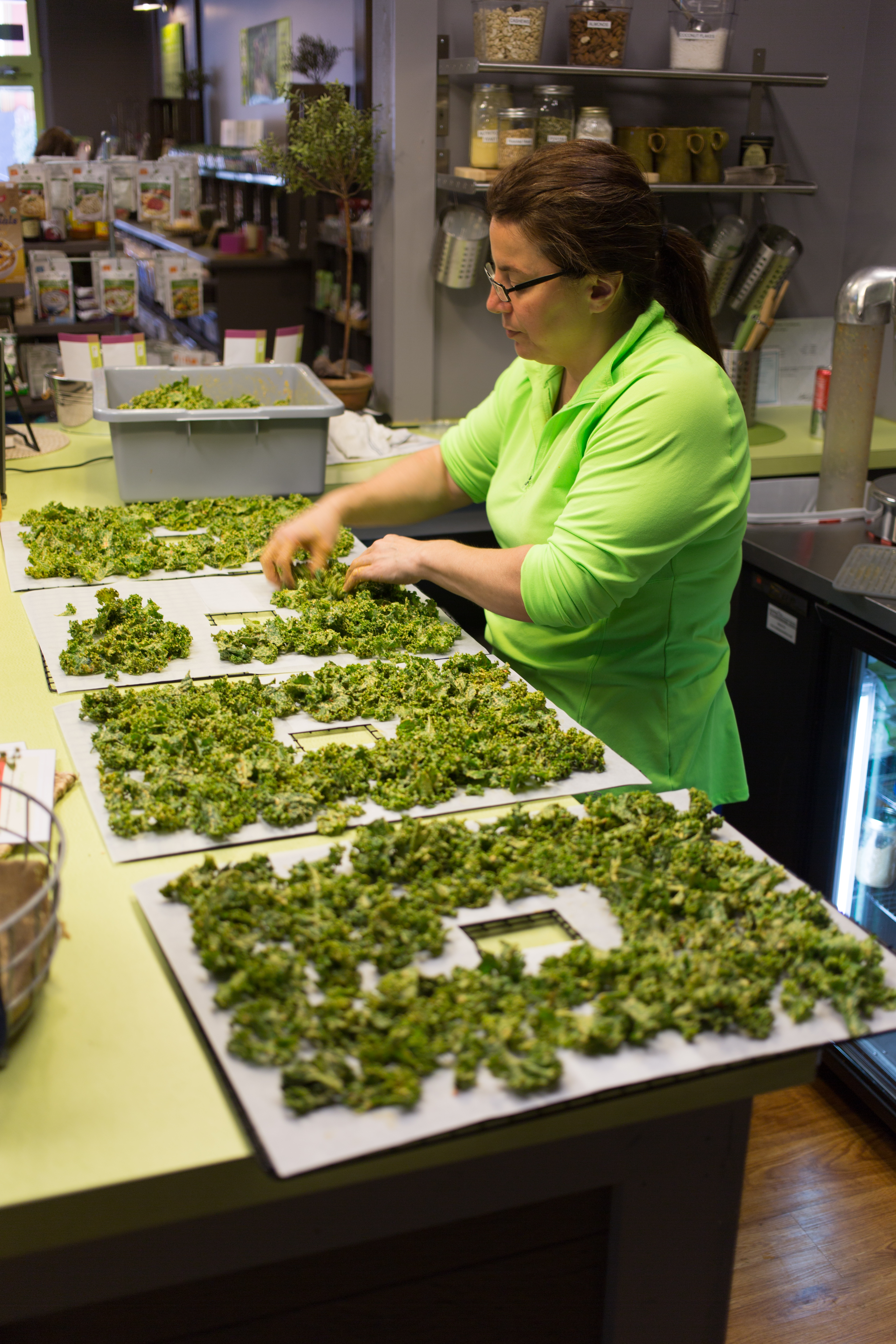
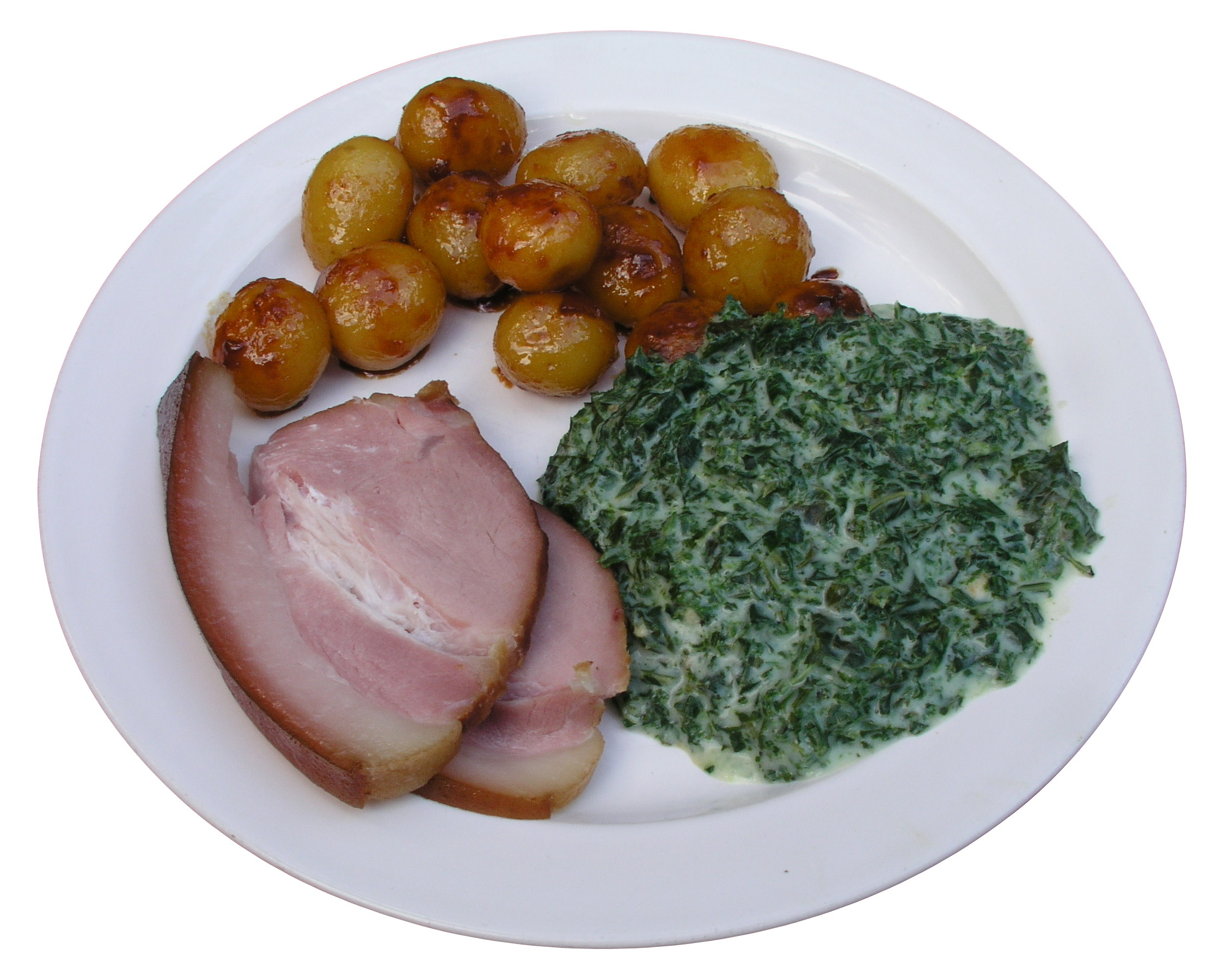
طبق دنمركي تقليدي في رأس السنة: لحم البقر المسلوق، وكرنب أجعد مطبوخ
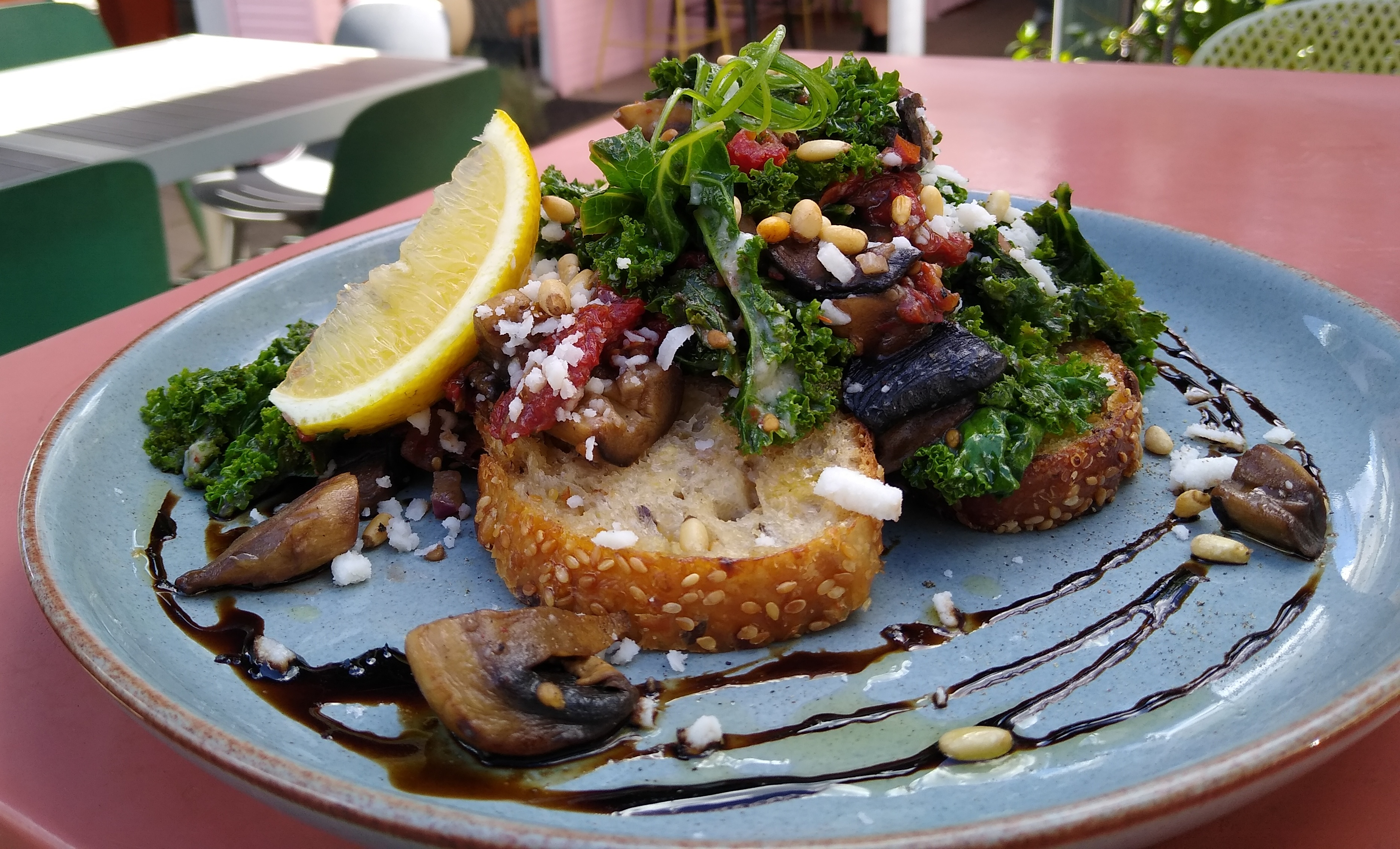
طبق من الكرنب مع خضروات أخرى وخبز العجين المخمر، يقدم في أحد المطاعم في أستراليا